# غرانفيل ويترس
غرانفيل ويترس (بالإنجليزية: Granville Waiters)‏ مواليد 8 يناير 1961 في كولومبوس وتوفي في 23 مارس 2021، هو لاعب كرة سلة أمريكي معتزل. بدأ مسيرته الاحترافية في سنة 1983. تم اختياره من قبل فريق بورتلاند ترايل بلايزرز خلال الدرافت. حمل الرقم 31. بلغ طوله 6 قدم 11 بوصة (2.1 م). اعتزل اللعب في 1990.

## المسيرة الاحترافية
لعب مع إنديانا بايسرز من سنة 1983 إلى 1985، ثم لعب مع هيوستن روكتس في موسم 1985–1986، ثم لعب مع شيكاغو بولز من سنة 1986 إلى 1988، ثم لعب مع نادي برشلونة لكرة السلة في الدوري الإسباني في موسم 1988–1989، ثم لعب مع نادي كاخابيلباو لكرة السلة في موسم 1989–1990.

## روابط خارجية
- غرانفيل ويترس على موقع إن بي أي (الإنجليزية)
- غرانفيل ويترس على موقع سبورتس رفرنس (الإنجليزية)
- غرانفيل ويترس على موقع الدوري الإسباني لكرة السلة (الإسبانية)
- غرانفيل ويترس على موقع كلية كرة السلة في سبورتس رفرنس.كوم (الإنجليزية)
- غرانفيل ويترس على موقع ريلجم (الإنجليزية)
- غرانفيل ويترس على موقع بروبوليرز (الإنجليزية)
- غرانفيل ويترس على موقع سبورتس رفرنس (الإنجليزية)